# David Córdova Campos
David Córdova Campos (San Luis Río Colorado, Sonora, México; 10 de febrero de 1955) es un militar mexicano con el rango de general de división quien se desempeñó entre 2023 y 2024 como el tercer comandante general de la Guardia Nacional de México.

## Primeros años
David Córdova Campos nació el 10 de febrero de 1955 en San Luis Río Colorado, Sonora. En noviembre de 1972 ingresó al Heroico Colegio Militar, donde se formó como oficial en el arma de infantería. Es Diplomado de Estado Mayor por la Escuela Superior de Guerra, tiene una especialidad en la  Escuela Militar de Aplicación de Infantería, Artillería, Zapadores y Servicios y una maestría en administración militar por el Colegio de la Defensa Nacional.

## Trayectoria militar
Como militar, David Córdova Campos fue comandante de la primera compañía de infantería no encuadrada, y de los batallones de infantería 66 y 29. También fue comandante de la 39 zona militar, con sede en Ocosingo, Chiapas, y de la guarnición militar de la plaza de Matamoros, Tamaulipas. También fue jefe de la Comisión inspectora y auditora de la Inspección y Contraloría General del Ejército y Fuerza Aérea. Trabajó como agregado militar y aéreo en las embajadas de México ante Francia, Bélgica, Países Bajos e Italia.
En febrero de 2020 anunció su retiro del servicio activo del ejército, con el grado de Oficial Mayor de la Secretaría de la Defensa Nacional. A partir de ese momento se dedicó a asesorar al ejército en temas administrativos.
El 16 de enero de 2023 salió de su retiro para ser nombrado comandante general de la Guardia Nacional de México por el presidente Andrés Manuel López Obrador, cargo que concluyó el 5 de octubre de 2024 al ser reemplazado por el general Hernán Cortés Hernández, por designación de la presidenta Claudia Sheinbaum Pardo. 